# Giovanna Giordano

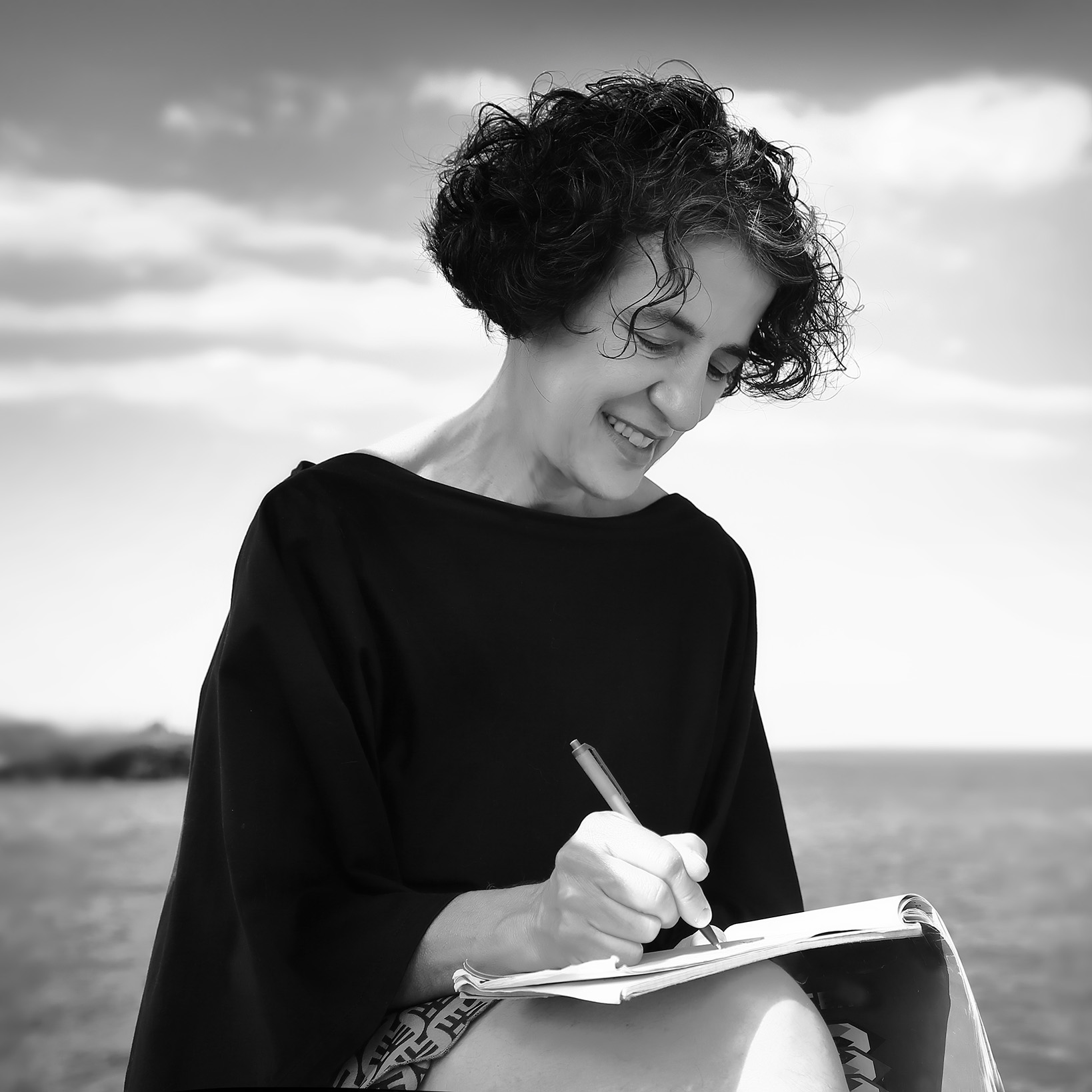
Giovanna Giordano nel 2020 (foto di Carmelo Bongiorno)

Giovanna Giordano (Milano, 12 novembre 1961) è una scrittrice e giornalista italiana.

## Biografia
Figlia di Nicola Giordano, Giovanna Giordano nasce a Milano. Frequenta il Liceo Classico Francesco Maurolico a Messina e prosegue gli studi presso l'Università Internazionale dell'Arte di Firenze, allieva di Carlo Ludovico Ragghianti. Lì si specializza in Critica d'arte e Storia delle Arti Africane.
Il suo primo romanzo Cina cara io ti canto, inviato alla V edizione del Premio Italo Calvino di Torino è stato selezionato fra gli undici finalisti; il romanzo risulta ancora inedito.
Il suo terzo romanzo Il Mistero di Lithian è stato presentato all'edizione 2005 del premio Strega.

## Vita privata
Sposata con Marco Vespa, vive a Catania e ha una figlia.

## Opere

### Romanzi
- Cina cara io ti canto, 1991. Inedito.
- Trentaseimila giorni, Venezia, Marsilio, 1996. ISBN 88-317-6334-2. Premio Sciascia.[5]
- Un volo magico, Venezia, Marsilio, 1998. ISBN 88-317-6904-9.
- Il mistero di Lithian, Venezia, Marsilio, 2004. ISBN 88-317-8400-5. Premio Sciascia, presentato al Premio Strega. [6]
- Il profumo della libertà, Mondadori, 2021. ISBN 978-88-04-74134-3. Segnalato al Premio Strega.[7]

### Libri d'arte e cataloghi
- ll costume russo dalla fine del Settecento all'inizio del Novecento, Abiti popolari, cittadini e di corte, mostra in collaborazione con il Museo Storico di Mosca, Messina, Palazzo dei Leoni, 1984
- Sebastian Matta, Verbo America, con Italo Mussa, Firenze, Edizioni della Bezuga, 1985
- Man Ray, disegni, con Italo Mussa, Roma, De Luca editore, 1985[8]
- ‘Nfernu veru, uomini e immagini dei paesi dello zolfo, a cura di Aurelio Grimaldi, saggio introduttivo di Vincenzo Consolo, ricerca delle immagini di Giovanna Giordano, Roma, Edizioni Lavoro, 1985
- Casorati, disegni inediti, con Italo Mussa, Arnoldo Mondadori e De Luca editore, 1986 [9]
- Carlo Carrà, l'opera grafica 1922-1964, con Italo Mussa, Fabbri editori, 1986
- Antonio Corpora, acquerelli 1979-1987, mostra a cura di Italo Mussa e Giovanna Giordano, Roma, De Luca editore, 1987
- 'Aligi Sassu, disegni inediti, con Italo Mussa, Fabbri editori, 1987
- La fotografia vista da Leonardo Sciascia, Ignoto a me stesso, ritratti di scrittori da Edgar Allan Poe a Jorge Luis Borges, a cura di Daniela Palazzoli, testo in catalogo, Giovanna Giordano intervista Leonardo Sciascia, Guardare uno scrittore è meglio che incontrarlo, Bompiani, 1987
- Dyptych, Aspects of abstract and figurative art in Italy, the eighties, The Ausoni Cultural Centre Rome in cooperation with the Ministry of Foreign Affairs, Roma, 1989-1990, mostra antologica ospitata nei Centri di Cultura Italiana di Helsinki, Mosca, Gerusalemme, Washington, New York, a cura di Italo Mussa, biografie di Giovanna Giordano, Roma, De Luca, 1989.
- Yemen, nel paese della Regina di Saba, catalogo della mostra a Palazzo Ruspoli, Roma, giugno 2000, con testi di Laura Betti, Alessandro de Maigret, Giovanna Giordano, Marco Livadiotti, Manfredi Nicoletti, Enzo Siciliano, Alberto Moravia, Pier Paolo Pasolini, Il suq di San'a, dalla fine del mondo, Skyra, 2000.